# 正义红师
《正义红师》是由中国人民解放军八一电影制片厂与深圳市方块动漫画文化发展有限公司联合出品的电视动画。2014年10月4日在上海炫动卡通频道首播。这部动画是中国首部以科幻军事题材为背景的动画，主要讲述了“世界维持和平保卫队”的队员在遇到来自外星未知威胁时，使用高新科技武器排除万难、浴血奋战、保卫家园的故事。